# Bogorodskoje (Tatarstan)
Bogorodskoje (ros. Богородское) – wieś (sieło) w Rosji, w Tatarstanie, w rejonie piestrieczyńskim. W 2010 liczyła 662 mieszkańców.